# Chertsey (Quebec)
Chertsey (AFI: /tʃɛᴚse/), a veces llamado Saint-Théodore-de-Chertsey, es un municipio perteneciente a la provincia de Quebec en Canadá. Forma parte del municipio regional de condado (MRC) de Matawinie en la región administrativa de Lanaudière.

## Geografía
Chertsey se encuentra al norte de Montreal, entre Rawdon y Saint-Donat en el macizio de Laurentides. Limita al norte con Saint-Côme, al este con Saint-Alphonse-Rodriguez, al sureste con Rawdon, al sur con Saint-Hippolyte y Sainte-Adèle, al suroeste con Sainte-Marguerite-du-Lac-Masson y Estérel, al oeste con Entrelacs y al noroeste con Notre-Dame-de-la-Merci. Su superficie total es de 301,84 km², de los cuales 285,54 km² son tierra firme. El pueblo de Chertsey está situado en una altitud de 250 metros en el valle del río Ouareau. Las cuestas tienen 125 metros. Varios estanques puntúan el territorio, como los lagos Dupuis, Beaulac, Burton, Jaune, Brûlé, Chertsey (7⁰ ), 9⁰, Couture, Désert, Hersey, David, Paré, Grenier, du Pin Rouge y Clément. Los suelos se componen de till al norte, mientras que al sur son arcillosos y arenosos. No son propicios a la agricultura y el terreno está cubierto de bosque. El bosque Ouareau cubre la parte noreste del territorio. Las principales especies arbóreas son el pino rojo, el pino blanco, la tsuga de Canadá, el arce azucarero, el abedul amarillo de Canadá, el abeto balsámico, el Populus tremuloides, el abedul blanco y la tuya occidental. 

## Urbanismo
El pueblo de Chertsey se encuentra al cruce de la carretera regional  QC 125  (antiguamente 18), de la calle de l’Église y de la ruta Marie-Reine-des-Coeurs. Varios poblaciones están situadas en el territorio, como Petit-Chertsey, Beaulac, Grande-Vallée, Lac-Paré y Chantelle. La carretera 125 va hacia Saint-Esprit y Terrebonne al sur y a Saint-Donat al norte. La carretera colectora  QC 335  va a Saint-Calixte al sur. La ruta del Lac-d’Argent va a Rawdoin al sur, la ruta Montcalm se dirige hacia Entrelacs al oeste y la ruta del 7⁰ Lac va hacia Saint-Alphonse-Rodriguez. El parque regional del Bosque Ouareau al noroeste cubre una parte importante del territorio.

## Historia
Los algonquinos frecuentaron los lugares hace dos siglos. El cantón de Chertsey existe desde 1792. Franco-canadienses e irlandeses colonizaron los lugares hacia 1850. La población contaba entonces con 413 habitantes, cuyos 336 Franco-canadienses. El municipio de cantón de Chertsey fue instituido en 1856. Mismo año, la oficina de mismo nombre abrió. En el siglo XIX, los habitantes viUna población de veraneo se desarrolló alredaor del lago Paré al centro del territorio y el municipio de Lac-Paré fue creado en 1949. En 1991, los municipios de cantón de Chertsey y de Lac-Paré fusionaron para formar el municipio actual de Chertsey.

## Política
Chertsey es un municipio formando parte del MRC de Matawinie. El consejo municipal se compone del alcalde y de seis consejeros representando seis distritos territoriales. El alcalde actual (2016) es Michel Surprenant, que sucedió a Jocelyn Gravel en 2013.
|                              | 2005-2009                       | 2009-2013                           | 2013-2017         |
| Alcalde                      | Yves Lafortune*Jocelyn Gravel** | Jocelyn Gravel                      | Michel Surprenant |
| 1 - Beaulac                  | Jean Weil-Brenner               | Claire Lapierre*# Johanne Lavoie**# | Camille Solomon#  |
| 2 - Centre                   | Annie Poitras                   | Annie Poitras#                      | Annie Poitras     |
| 3 - Lac-d’Argent             | Guylaine Laramée                | Marc Morin#                         | Michel Robidoux#  |
| 4 - Petit-Chertsey           | Yvon Paquette*Liette Lapointe** | Liette Lapointe#                    | Diana J. Shannon# |
| 5 – Lac-Paré – Grande-Vallée | Gilles Côté                     | Gilles Côté#                        | Gilles Côté       |
| 6 - Burton                   | Roger Raymond*Gilles Laplante** | Gilles Laplante#                    | Robert Lacombe#   |

* Consejero al inicio del mandato pero no al fin.  ** Consejero al fin del mandato pero no al inicio. # En el partido del alcalde.
El territorio de Chertsey está ubicado en la circunscripción electoral de Rousseau a nivel provincial y de Montcalm  a nivel federal.

## Demografía
Según el censo de Canadá de 2011, Chertsey contaba con 4836 habitantes. La densidad de población estaba de 16,8 hab./km². Entre 2006 y 2011 habría amado una disminución de 170 habitantes (3,4 %). En 2011, el número total de inmuebles particulares era de 4309, de los cuales 2351 estaban ocupados por residentes habituales, otros siendo desocupados o residencias secundarias.
Evolución de la población total, 1991-2016